# Laurens ten Cate
Laurens Othmar ten Cate (Bolsward, 30 augustus 1922 – Joure, 7 april 1984) was een Nederlands journalist en publicist. Hij was hoofdredacteur van de Friese Koerier en de Leeuwarder Courant.
Ten Cate werd geboren als zoon van de huisarts Marius ten Cate en Ernestine Beekhuis. Hij volgde het Magister Alvinus-gymnasium te Sneek en studeerde rechten en Nederlands aan de Universiteit Utrecht. Tijdens de oorlog tekende hij de loyaliteitsverklaring. Later moest hij onderduiken. Hij leerde Age Scheffer kennen die hem na de Bevrijding aan een baan hielp als leerling-journalist bij Het Vrije Volk in Amsterdam. Ten Cate leerde er het vak van Gerda Brautigam en Richard Jokel en volgde een scholingscursus bij Sam de Wolff. Hij werkte op de redacties van Amsterdam, Groningen en Den Haag en wist Zwart Front-leider Arnold Meijer op te sporen.
Ten Cate leerde Fedde Schurer kennen die hem in 1952 overhaalde adjunct-hoofdredacteur bij de Friese Koerier te worden. In 1963 volgde hij Schurer op als hoofdredacteur. Ten Cate regelde in stilte de fusie van de Friese Koerier met de concurrerende Leeuwarder Courant en werd per 1 november 1969 een van de drie hoofdredacteuren van dit dagblad. Hij was tevens een prominent lid van de PvdA. Ten Cate was in 1966 betrokken geraakt bij Nieuw Links, maar toen deze groepering binnen de PvdA tijdens een congres op 15 maart 1969 in de partij de macht wilde overnemen, maakte Ten Cate daar een eind aan in een woordenwisseling met André van der Louw. Marcel van Dam merkte spottend op: "Ik hou van Holland, omdat sedert God dood is Laurens ten Cate op aarde is verschenen." Zelf bleef Ten Cate nuchter onder alle hem voor zijn optreden toegezwaaide lof.

Eind jaren zestig leerde hij Jan Blokker kennen die toen in Friesland een buitenhuisje had.
In 1972 kreeg Ten Cate een ernstig verkeersongeluk. Hij ging in juli 1973 weer aan het werk, maar moest als gevolg van het ongeluk in 1978 zijn hoofdredacteurschap neerleggen. Ten Cate bleef nog wel commentator. Hij kreeg echter steeds meer problemen met zijn geheugen, wat hij probeerde te ondervangen door een kaartsysteem, een soort papieren voorloper van hypertekst, dat een groot deel van zijn werkkamer in Amsterdam in beslag nam. Met behulp hiervan schreef hij commentaren voor de Volkskrant.
Op 61-jarige leeftijd in 1984, Ten Cate woonde inmiddels in Joure, werd hij door een buurvrouw dood in de badkamer van zijn woning aangetroffen. De doodsoorzaak was waarschijnlijk een hartstilstand. Hij werd op 11 april 1984 gecremeerd.
Ten Cate was gehuwd met Dietje Bos. Hij scheidde in 1977 en hertrouwde met Esther Gosschalk (1947-2007), een zuster van Job Gosschalk. Zijn dochter Ineke was getrouwd met de acteur Rutger Hauer.